# Mistrovství světa superbiků 2010
 Mistrovství světa superbiků 2010  (oficiální název šampionátu HANNspree SBK Superbike World Championship) bylo 23. ročníkem Mistrovství světa superbiků. Šampionát započal 28. února 2010 závodem na australském okruhu Phillip Island, poslední závod sezony se jel na okruhu u Magny-Cours 3. října.

## Kalendář
| *  | Datum        | Stát                  | Okruh                   | 1. závod        | 2. závod      | Výsledky |
| -- | ------------ | --------------------- | ----------------------- | --------------- | ------------- | -------- |
| 1  | 28. února    | Austrálie             | Phillip Island          | Leon Haslam     | Carlos Checa  | Výsledky |
| 2  | 28. března   | Portugalsko           | Portimão                | Max Biaggi      | Max Biaggi    | Výsledky |
| 3  | 11. dubna    | Španělsko             | Valencia                | Leon Haslam     | Norijuki Haga | Výsledky |
| 4  | 25. dubna    | Nizozemsko            | Assen                   | Jonathan Rea    | Jonathan Rea  | Výsledky |
| 5  | 9. května    | Itálie                | Monza                   | Max Biaggi      | Max Biaggi    | Výsledky |
| 6  | 16. května   | Jihoafrická republika | Kyalami                 | Michel Fabrizio | Leon Haslam   | Výsledky |
| 7  | 31. května   | USA                   | Miller Motorsports Park | Max Biaggi      | Max Biaggi    | Výsledky |
| 8  | 27. června   | San Marino            | Misano                  | Max Biaggi      | Max Biaggi    | Výsledky |
| 9  | 11. července | Česko                 | Brno                    | Jonathan Rea    | Max Biaggi    | Výsledky |
| 10 | 1. srpna     | Velká Británie        | Donington Park          | Cal Crutchlow   | Cal Crutchlow | Výsledky |
| 11 | 5. září      | Německo               | Nürburgring             | Jonathan Rea    | Norijuki Haga | Výsledky |
| 12 | 26. září     | Itálie                | Imola                   | Carlos Checa    | Carlos Checa  | Výsledky |
| 13 | 3. října     | Francie               | Magny-Cours             | Cal Crutchlow   | Max Biaggi    | Výsledky |